# Igor Awdiejew
Igor Gienadjewicz Awdiejew, ros. Игорь Геннадьевич Авдеев (ur. 10 stycznia 1973 w Ałmaty, Kazachska SRR) – kazachski piłkarz pochodzenia rosyjskiego, grający na pozycji obrońcy, a wcześniej pomocnika.

## Kariera piłkarska

### Kariera klubowa
Wychowanek Internatu Sportowego w Ałmaty oraz Szkoły Sportowej w Dżambule. W 1991 rozpoczął karierę piłkarską w klubie Olimpia Ałmaty. Po pół roku przeszedł do Chimiku Taraz, który potem nazywał się Fosfor i FK Taraz. W 1994 wyjechał do Rosji, gdzie został piłkarzem Rotoru Wołgograd. W 1996 grał w kazachskich klubach FK Taraz i Munajszi Aktau, ale w 1997 ponownie wyjechał do Rosji, gdzie zasilił skład Ałanii Władykaukaz. W 1998 przeniósł się do Łokomotiwu Niżny Nowogród. Od 1999 występował w klubach Jesil-Bogatyr Petropawł, Żengys Astana, Szachtior Karaganda i Kajrat Ałmaty. W 2009 podpisał kontrakt z Łokomotiwem Astana. W 2010 przeniósł się do Wostoku Ust-Kamienogorsk. Latem 2011 odszedł do Okżetpesu Kokczetaw. W 2012 został piłkarzem CSKA Ałmaty, w którym zakończył karierę piłkarza.

### Kariera reprezentacyjna
W latach 1996–2005 bronił barw narodowej reprezentacji Kazachstanu.

## Sukcesy i odznaczenia

### Sukcesy piłkarskie
Jesil-Bogatyr Petropawł
- wicemistrz Kazachstanu: 1999, 2000
- brązowy medalista Mistrzostw Kazachstanu: 2001

Żengys Astana
- zdobywca Pucharu Kazachstanu: 2002
- brązowy medalista Mistrzostw Kazachstanu: 2003

Łokomotiw Astana
- wicemistrz Kazachstanu: 2009

Wostok Ust-Kamienogorsk
- mistrz Kazachskiej Pierwszej Ligi: 2010

### Sukcesy indywidualne
- najlepszy piłkarz Mistrzostw Kazachstanu: 1999, 2000